# 大殺四方
《大杀四方》（英語：The Rebel Intruders）是1980年张彻执导倪匡编剧的香港动作剧情题材电影，由鹿峰、郭追等人领衔主演，该电影主要讲述三个惩恶扬善的年轻人与富家子弟陈祖光发生的故事。

## 劇情簡介
民国年间，军阀混战，很多人流离失所。
而有那么一天而三个意气相投，但是却和大部分人一样的年轻人在一个赌管相遇并结为异姓兄弟。
但是在这之后，他们却因为搭救被混混纠缠的女子而意外的闹出了人命，并且那个人还是富家子弟陈祖光的家人。
于是得知了这些的陈祖光决定报仇，并决定用各种方式来除掉这三个人。
而通过这三个人的努力，虽说这三个人终于击败了陈祖光，但是却有两个人因为重伤不治而死，而后，幸存下来的那个人决定参加革命军。

## 演员
- 鹿峰
- 罗莽
- 江生
- 林志泰
- 钱小豪
- 余太平
- 王力
- 刘准
- 梁心
- 金天柱
- 张照
- 梁耀文
- 楚湘云
- 林威
- 孙建
- 郭追
- 張徹

## 外部連結
- 豆瓣电影上《大殺四方》的資料 （简体中文）
- 互联网电影数据库（IMDb）上《大殺四方》的资料（英文）